# 新米哈伊利夫卡 (巴什坦卡區)
47°44′42″N 32°44′15″E / 47.74500°N 32.73750°E
新米哈伊利夫卡（烏克蘭語：Новомихайлівка）是烏克蘭南部的村莊，由尼古拉耶夫州巴什坦卡區的新布赫市鎮負責管轄。該村始建於1918年，面積0.86平方公里，海拔高度102米，2022年人口279，人口密度每平方公里408.1人。